# Rio Botuquara
Der Rio Botuquara ist ein etwa 16 km langer rechter Nebenfluss des Rio Tibaji im Südosten des brasilianischen Bundesstaats Paraná.

## Geografie

### Lage
Das Einzugsgebiet des Rio Botuquara befindet sich auf dem Segundo Planalto Paranaense (Zweite oder Ponta-Grossa-Hochebene von Paraná) nahe der Stufenkante Escarpa Devoniana zwischen der ersten und der zweiten Hochebene.

### Verlauf
Sein Quellgebiet liegt im Munizip Ponta Grossa auf 998 m Meereshöhe in der Nähe der PR-513.
Der Fluss verläuft zunächst für 4 km in nordwestlicher Richtung. Dort biegt er in rechtem Winkel nach Südwesten ab. Kurz unterhalb des Knies verlässt er das Umweltschutzgebiet. Hier speist er den ersten Trinkwasserspeicher der Stadt Ponta Grossa, die Represa Botuquara, die heute vom Freizeitpark Recanto Botuquara umgeben  ist. Er mündet auf 788 m Höhe von rechts in den Rio Tibaji. Er ist etwa 16 km lang.

### Munizipien im Einzugsgebiet
Der Rio Botuquara verläuft vollständig innerhalb des Munizips Ponta Grossa.

## APA Escarpa Devoniana
Der Rio Botuquara entspringt im Umweltschutzgebiet (APA = Área de Proteção Ambiental) der Escarpa Devoniana etwa mittig. Dieses hat insgesamt etwa 4.000 km². Es erstreckt sich von Lapa und Balsa Nova am Iguaçú nach Norden bis ins Itararé-Becken bei Sengés.